# متیس

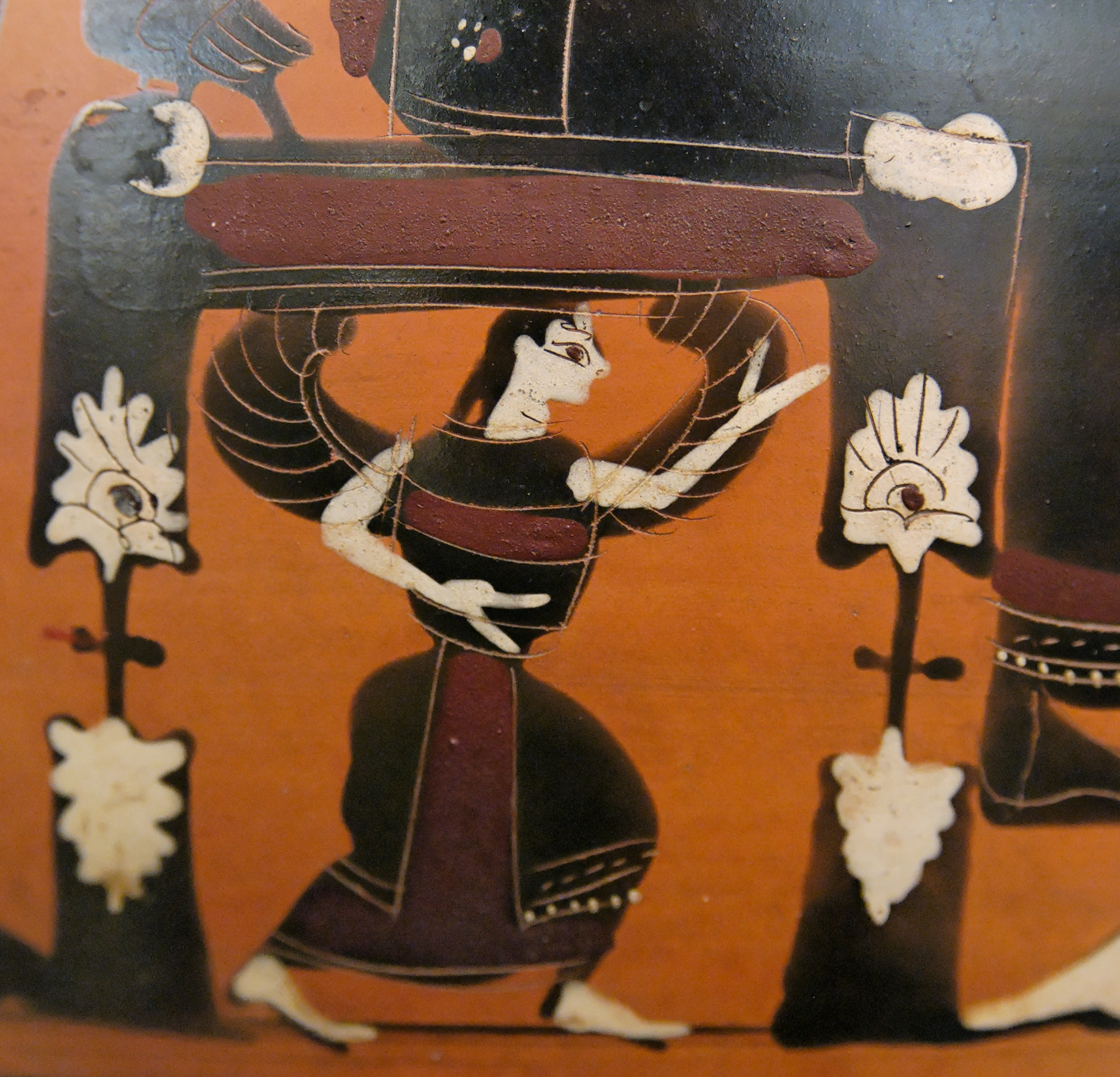
الهه بالدار (احتمالا متیس) زیر تخت زئوس، جزئیات صحنه ای که تولد آتنا را نشان می دهد.

متیس (/ˈmiːtɪs/؛ به انگلیسی: Metis؛ یونانی باستان: Μῆτις؛ به‌معنی «حکمت»، «مهارت»، «صنعت») در اسطوره‌های یونان دختر اوکئانوس و تتیس ،یکی از اوکئانیدها است.
او به زئوس کمک کرد تا خواهران و برادرانش را از شکم پدرشان کرونوس با دادن ماده‌ای قی‌آور به او رهایی بخشد. زئوس با او ازدواج کرد. زمانی که متیس باردار بود اورانوس و گایا به او هشدار دادند که فرزند متیس از پدر قوی‌تر خواهد بود. زئوس، متیس را به‌صورت حشره ای درآورد و او را بلعید پس از آن به مدت نه روز زئوس سردرد شدیدی گرفت، هفایستوس به فرمان زئوس، سر او را شکافت و آتنه با سلاح و زره برتن از سر شکافتهٔ زئوس بیرون آمد. متیس که نامش به معنای خرد بود، تا ابد در شکم زئوس ماند و زئوس از خرد او بهره‌مند شد.